# Fairfield (Idaho)
Fairfield település az Amerikai Egyesült Államok Idaho államában,  Camas megyében, melynek megyeszékhelye is. Lakosainak száma 441 fő (2020. április 1.).

## Népesség
A település népességének változása:

| 2010 | 416 |
| 2020 | 441 |